# Brown Bears
Brown Bears är en idrottsförening tillhörande Brown University och har som uppgift att ansvara för universitetets idrottsutövning.

## Idrotter
Bears deltager i följande idrotter:
| Herrar - Amerikansk fotboll - Baseboll - Basket - Brottning - Cross County - Fotboll - Friidrott - Fäktning - Golf - Ishockey - Lacrosse - Rodd - Simhopp - Simning - Squash - Tennis - Vattenpolo | Damer - Basket - Cross County - Fotboll - Friidrott - Fäktning - Golf - Gymnastik - Hästsport - Ishockey - Lacrosse - Landhockey - Rodd - Rugby - Softboll - Simhopp - Simning - Skidsport - Squash - Tennis - Vattenpolo - Volleyboll |

## Idrottsutövare

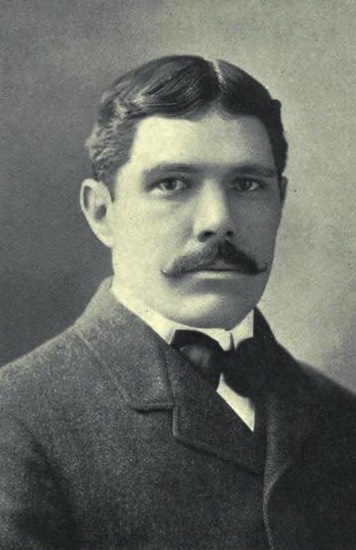
Fred Hovey.

| Ishockey - Yann Danis - Pam Dreyer - Bobby Farnham - Ryan Garbutt - Garnet Hathaway - Kim Insalaco - Kathleen Kauth - Becky Kellar - Katie King - Steven King - Sam Lafferty - Nick Lappin | - Tara Mounsey - Paul Salem - Karen Thatcher - Aaron Volpatti - Max Willman - Harry Zolnierczyk Kampsport - Jimmy Pedro Motorsport - Mark Donohue Tennis - Fred Hovey |